# Préfecture des Hauts-de-Seine
A Préfecture des Hauts-de-Seine felhőkarcoló a párizsi La Défense negyedben, Nanterre-ben.
Az épületet kifejezetten a Hauts-de-Seine megyei prefektúra adminisztratív irodáinak elhelyezésére tervezték, és az épület széles alapokkal rendelkezik a 113 m magas torony alatt.